# Mișu Beraru
Mișu Beraru (n. 30 decembrie 1904, Piatra-Neamț, Neamț, România – d. 27 aprilie 1938, București, România) a fost un esperantist român.

## Biografie
S-a născut în 1904 într-o familie evreiască din Moldova și a lucrat ca tipograf. A învățat esperanto în 1925. Începând din 1926 a predat esperanto, folosind un manual scris și publicat în 1926 de el însuși. În 1932 a publicat dicționarul Rumana-Esperanta/Esperanta-Rumana Vortaro, pe care l-a scris împreună cu Petre Firu.
A colaborat cu poezii la revista literară esperanto Literatura Mondo. În 1928 a compilat și a lansat Albumo de rumanaj esperantistoj (Album al esperantiștilor români) și a lansat prima ediție a cărții de poezii Spite la vivon! Mezgajaj poemoj originalaj kaj parodiaj („În ciuda vieții”; ed. I, Cluj, 1928; ed. a II-a revizuită, Berkeley, 1998). Esperantistul elvețian Tazio Carlevaro a scris în cartea Esperanto en perspektivo (UEA, Londra, 1974, p. 150) că aceste poezii sunt „poeme nu prea profunde, deși sincere, cu ritmuri destul de variate și cu un suflu relativ vesel”. În afara acestui volum, Mișu Beraru a publicat câteva creații literare originale și traduceri în reviste de limba esperanto. Unele dintre poeziile sale au apărut în antologiile Esperanta Antologio: Poemoj 1887-1981 (1984) și în Nova Esperanta Krestomatio (1991). Poemul „En nia lando” a apărut într-o versiune vietnameză intitulată „Ở nước tôi” în antologia bilingvă 60 bài tho': dich sang tiêng Viêt (Eld. Mondo, Hanoi, 1993) realizată de Dâng Dình Dàm.
S-a sinucis din cauza căsniciei nefericite și a fost înmormântat în Cimitirul Evreiesc din București. Pe piatra sa de mormânt (instalată de esperantiști în anii 1950) este săpat un epitaf scris în esperanto de el însuși:
Al mi, post mia morto,
plej plaĉa komplimento -
pri ĉio – estos ... la silento!

## Operă
- Spite la vivon! Mezgajaj poemoj originalaj kaj parodiaj, ed. I, Cluj, 1928; ed. a II-a revizuită, Berkeley, 1998
- poeziile „Pasanta amo”, „Metamorfozo” și „Pluva sezono”, publicate în Esperanta Antologio: Poemoj 1887-1981 (ed. William Auld, Universala Esperanto-Asocio, 1984)[2]
- poeziile „Propagando”, „En nia lando” și „Novo kolonio”, publicate în Nova Esperanta Krestomatio (ed. William Auld, Universala Esperanto-Asocio, 1991)[4]

## Legături externe
- Lucrări de și despre Mișu Beraru[nefuncțională]
 în Kolekto por Planlingvoj kaj Esperantomuzeo Arhivat în 21 decembrie 2007, la Wayback Machine.